# Michel Daerden

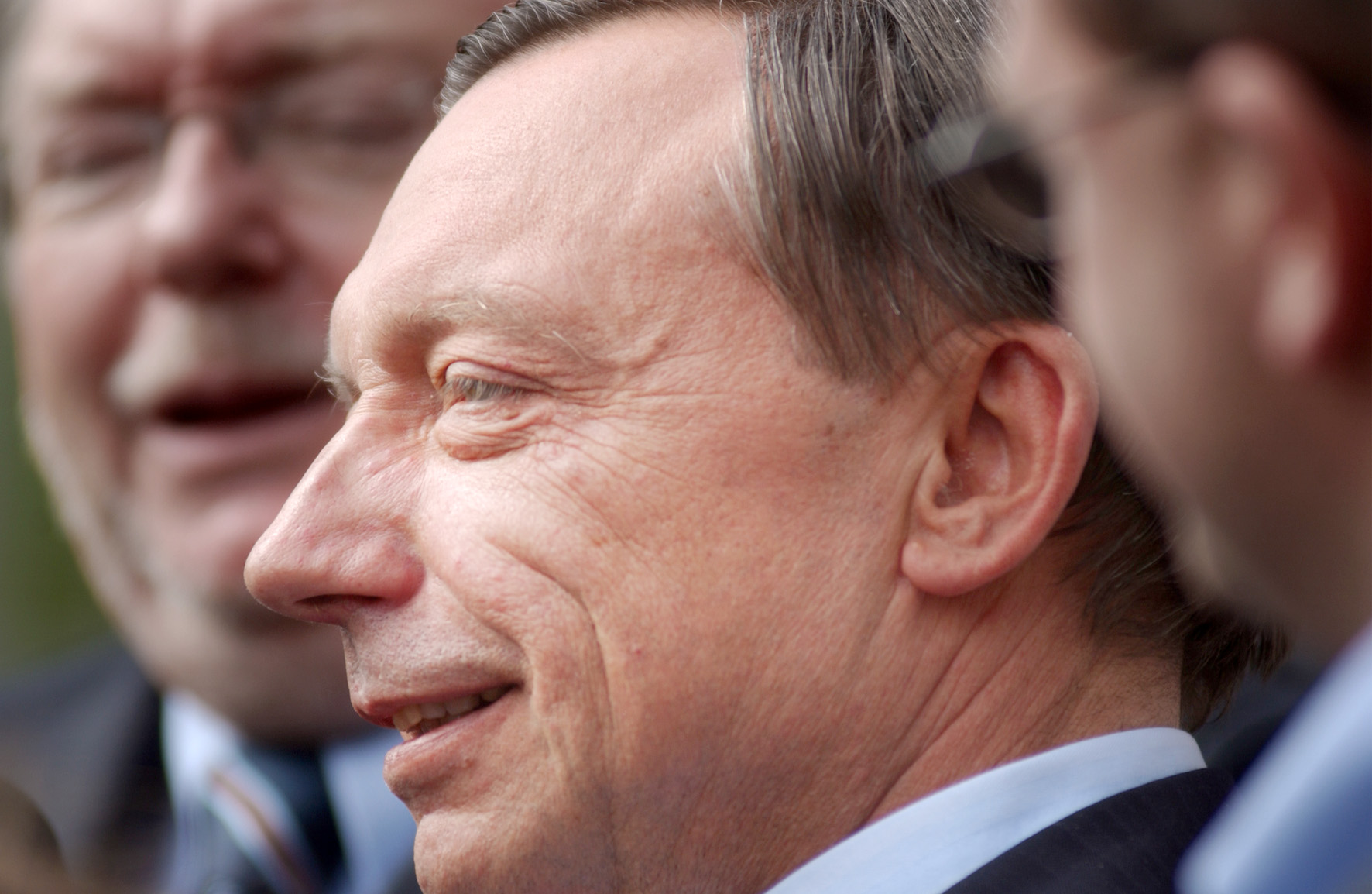
Michel Daerden

Michel Daerden (* 16. November 1949 in Baudour; † 5. August 2012 in Fréjus, Frankreich) war ein belgischer Politiker (Parti Socialiste).

## Leben
Michel Daerden war Lizenziat der Handels- und Wirtschaftswissenschaften (Hautes Etudes Commerciales Lüttich (HEC – heute Teil der ULg), 1971), zugelassen für den Obersekundarschulunterricht in Handelswissenschaften (HEC-Lüttich, 1973), Lizenziat der angewandten Wirtschaftswissenschaften (Staatsuniversität Mons, 1975) und lizenzierter Betriebsrevisor (Staatsuniversität Mons, 1977). Seit 1976 besaß er eine Betriebsrevisorkanzlei, doch war selbst seit 1994 nicht mehr als Revisor aktiv.
Am 26. Juli 2012 erlitt Michel Daerden einen Herzinfarkt und wurde im Krankenhaus von Fréjus an der französischen Côte d’Azur, wo er seinen Urlaub verbrachte, in ein künstliches Koma versetzt. Er verstarb schließlich am 5. August 2012 an den Folgen dieses Infarkts.
Daerden war Vater von drei Kindern. Seine Tochter Aurore Daerden ist Stylistin und DJ in Paris. Sein Sohn Frédéric Daerden ist ebenfalls Betriebsrevisor und Politiker der PS (Bürgermeister von Herstal und Abgeordneter des Europäischen Parlamentes).

### Politische Laufbahn
Daerden ist in einer sozialistischen Familie aufgewachsen, doch hat seine politische Karriere erst als Berater des mächtigen Politikers und Führers der Lütticher PS André Cools begonnen. Zuerst verbrachte Michel Daerden einige Jahre als Gemeinderatsmitglied von Ans, Abgeordneter und Senator. Bei der internen Auseinandersetzung der Lütticher PS, die Ende der achtziger Jahre und anfangs der Neunziger zwischen Cools und seinen Gegenspielern (darunter Dehousse, Happart, Mathot oder Van der Biest) stattfand, hatte sich Daerden jedoch bereits von seinem politischen Ziehvater distanziert und versuchte, eine neutrale Position einzunehmen. Deshalb konnte er an die Führung der Lütticher Föderation der PS gelangen, mit dem Auftrag, die Gemüter zu beruhigen.
Im Jahr 1994, gegen Ende der Legislaturperiode, wurde Daerden dann als Minister für wissenschaftliche Forschung und als Nachfolger von Jean-Maurice Dehousse (PS), der das Bürgermeistermandat in Lüttich angenommen hatte, in die Regierung Dehaene I unter Jean-Luc Dehaene einberufen. In der Regierung Dehaene II von 1995 bis 1999 übernahm Daerden das Ressort des Transportwesens. Dort musste er sich unter anderem um die Planung der Schnellfahrstrecken zu den Niederlanden und nach Deutschland (HSL 4 und HSL 3) oder um die Übernahme der nationalen Fluggesellschaft Sabena durch Swissair kümmern.
Nach den Wahlen von 1999 trat Michel Daerden zuerst auf die regionale und später auf die gemeinschaftliche Ebene über. Bis 2009 war er Minister bzw. Vize-Ministerpräsident der Wallonischen Region und der Französischen Gemeinschaft in den Regierungen unter Elio Di Rupo, Jean-Claude Van Cauwenberghe und Rudy Demotte bzw. unter Hervé Hasquin, Marie Arena und Rudy Demotte, wo er eine besondere Vorliebe für die Finanzen und den Haushalt hegte.
Seit 1993 war Michel Daerden Bürgermeister von Ans, doch verhinderte seine Ministerfunktion seit 1994 die effektive Ausübung seines Amtes. Es war besonders die Kommunalwahl von 2006, bei der er mit 4150 Vorzugsstimmen die absolute Mehrheit für die PS in Ans erreichte (52,76 %), die ihn in ganz Belgien ungemein populär machte. Ein Interview, welches er der RTBF in einem siegestrunkenen Zustand gegeben hatte, wurde zu einem Internet-Phänomen und löste die sogenannte „Daerdenmania“ aus (siehe unten). Dieses Resultat konnte Daerden bei den Föderalwahlen 2007 und den Regionalwahlen 2009, bei denen er den absoluten Rekord von 63.580 Vorzugsstimmen landete, bestätigen.
Nach den Regionalwahlen von 2009 wurde auf wallonischer Ebene jedoch die Koalition aus Sozialisten (PS) und Zentrumshumanisten (cdH) auf die Grünen (Ecolo) erweitert. Dies führte dazu, dass einige Minister, darunter Daerden, die regionale Ebene verlassen mussten. Somit wurde Michel Daerden vorerst in der Regierung Van Rompuy I unter Herman Van Rompuy und seit dem 25. November 2009 in der Regierung Leterme II unter Premierminister Yves Leterme zum föderalen Minister für Pensionen und Großstädte ernannt.
Nachdem er am 8. Januar 2010, in einem scheinbar betrunkenen Zustand, im Senat eine Rede in niederländischer Sprache gehalten hatte, verlangte Bart De Wever (N-VA) seinen Rücktritt; Daerden beteuerte, er sei nüchtern gewesen.
Bei der Bildung der Regierung Di Rupo verlor Daerden seinen Ministerposten und tagte nunmehr als einfacher Parlamentarier. Am 16. März 2011 wurde in seiner Heimatgemeinde Ans ein konstruktives Misstrauensvotum gegen ihn eingeleitet. Daerden verlor somit sein Mandat als Bürgermeister und beschloss, Ans zu verlassen und sich in der Nachbargemeinde Saint-Nicolas niederzulassen. Er kündigte dennoch an, im Hinblick auf die Gemeinderatswahlen vom Oktober 2012 dort für das Amt des Bürgermeisters zu kandidieren.
Michel Daerden war Kommandeur des Leopoldsordens.

### „Daerdenmania“ und Kontroverse

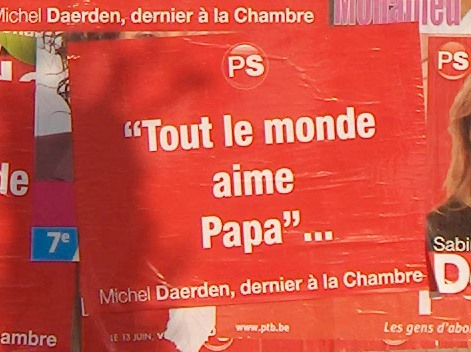
Wahlkampfslogan vor den föderalen Parlamentswahlen am 13. Juni 2010

Die Persönlichkeit Michel Daerden erzeugte ein gespaltenes Bild in der öffentlichen Meinung. Im Jahr 2006 nach seinem Wahlsieg in Ans erschien Daerden in anscheinend betrunkenem Zustand zu einem Interviewtermin mit der RTBF. Dieses Video wurde wenige Zeit später im Internet verbreitet und löste dort ein Phänomen (die sogenannte „Daerdenmania“) aus, das Daerden zu einer äußerst hohen Popularität im französischsprachigen Raum (In- und Ausland) verhalf. In den Medien wird er seitdem als der „Gainsbourg der Politik“ bezeichnet. Michel Daerden dagegen behauptete, dass seine Art zu sprechen – ein extrem langsamer Redefluss mit starkem Lütticher Akzent – auf psychomotorische Probleme und Dyslexie zurückzuführen ist.
Daerden wurde generell als eine äußerst charismatische Persönlichkeit angesehen, die über ein hohes Talent zur Selbstinszenierung verfügte. So gab er sich gerne volksnah und führte beispielsweise unter dem Slogan „Je vote pour papa“ (deutsch: „Ich stimme für Papa“), womit er sich selbst meinte, den Wahlkampf für die Regionalwahlen von 2009. Im Jahr 2007 nahm er eine eigene Musik-CD auf. Daerden verfügte ebenfalls über einen eigenen Fanclub und hatte zahlreiche Anhänger in sozialen Netzwerken.
Seine Kritiker warfen ihm vor, er handle populistisch und diskreditiere durch sein Auftreten die gesamte politische Klasse. Besonders in Flandern wird dies regelmäßig so bewertet. Als Daerden im Dezember 2009 als Römischer Kaiser verkleidet neben seiner Tochter Aurore, die ein kurvenbetontes Kleopatra-Kostüm trug, für die Zeitschrift Paris Match fotografiert wurde, musste er erneut Kritik in den Medien und in der Politik einstecken.
Auch sein Beruf als Betriebsrevisor, den er offiziell seit 1994 nicht mehr ausübte, gab Anlass zur Kritik. Die Tatsache, dass das Büro von Vater und Sohn Daerden sich darauf spezialisiert hatte, in Interkommunalen (d. h. Gemeindeverbänden) als Betriebsrevisor zu arbeiten, in denen sie selbst oder politische Freunde der PS vertreten waren, hatte eine ethische Debatte über die Neutralität des Büros ausgelöst.

## Übersicht der politischen Ämter
- 1982–2011: Gemeinderatsmitglied in Ans
- 1987–1991: Mitglied der föderalen Abgeordnetenkammer
- 1988–1995: Mitglied des Rates der Wallonischen Region (teilweise verhindert)
- 1991–1993: Schöffe in Ans
- 1991–1995: Senator (teilweise verhindert)
- 1993–2011: Bürgermeister von Ans (teilweise verhindert)
- 1994–1995: Föderaler Minister für Wissenschaftspolitik und Infrastruktur in der Regierung Dehaene I
- 1995–1999: Föderaler Minister für Transportwesen in der Regierung Dehaene II
- 1999–2000: Minister der Wallonischen Region, zuständig für Beschäftigung, Ausbildung und Wohnungswesen
- 1995–2009: Mitglied der föderalen Abgeordnetenkammer (teilweise verhindert)
- 2000–2004: Vize-Ministerpräsident der Wallonischen Region, zuständig für Finanzen, Haushalt, Wohnungsbau, Ausrüstung und öffentliche Arbeiten
- 2003–2004: Minister der Französischen Gemeinschaft, zuständig für den Haushalt
- 2004–2007: Vize-Ministerpräsident der Wallonischen Region, zuständig für Finanzen, Haushalt, Ausrüstung und Denkmalschutz; Vize-Ministerpräsident der Französischen Gemeinschaft, zuständig für den Haushalt und die Finanzen
- 2007–2009: Vize-Ministerpräsident der Wallonischen Region, zuständig für Finanzen, Haushalt und Ausrüstung; Vize-Ministerpräsident der Französischen Gemeinschaft, zuständig für den Haushalt, die Finanzen, das öffentliche Amt und Sport
- 2009–2011: Föderaler Minister für Pensionen und Großstädte in den Regierungen Van Rompuy und Leterme II
- 2009–2012: Mitglied des Wallonischen Parlaments (teilweise verhindert)